# Audi A1
L'Audi A1 és un automòbil de turisme produït per l'empresa automobilística alemanya Audi. Pertany al segment B i ha estat creat per fer front al Mini Hatch, Alfa Romeo MiTo. Amb una llargada de només 4 metres, és actualment l'automòbil més petit del fabricant.
La primera generació de l'A1 (A1 8X) es va produir a Brussel·les. Per a la segona generació (A1 GB), la producció es va traslladar a Martorell
L'Audi A1 Clubsport Quattro és un cotxe de producció única en celebració del Wortheresee 2011. Aquest cotxe incorpora un motor V10 que ofereix 503 CV i una velocitat màxima limitada electrònicament a 250Km/h. Té un pes de només 1390Kg gràcies a l'abús d'utilitzar fibra de carboni tant a la carrosseria com a l'aleró posterior. També s'han utilitzat altres materials com l'alumini. Només un motor V10 de 503CV té la gran sort de poder equipar l'únic Audi A1 Clubsport Quattro fabricat en tot el món.

## Història i tecnologia
L'Audi 50 va romandre al mercat d'agost del 1974 fins a juliol del 1978, malgrat que a partir del març del 1975 també es podia comprar com a VW Polo (el qual es considera l'avantpassat de l'A1). Entre el novembre del 1999 i juliol del 2005, Audi va desenvolupar i fabricar, encara que mínimament, el petit A2 de forma independent. Després de la configuració de la producció, va arribar el model Audi A1 al mercat com a model successor després de 5 anys.
L'A1 es va presentar formalment el 4 de març del 2010 a l'Auto-Salon Genfer. L'automòbil es basà tècnicament en la plataforma PQ25 del 2008 compartida amb el Seat Ibiza, que també es va convertir amb el VW Polo V. Les primeres entregues es van realitzar el setembre del 2010.
La producció de la sèrie va assolir a inicis de maig del 2018 els 909.000 vehicles. Finalment, la segona generació es va presentar a mitjans de juny del 2018 i es va introduir a la tardor del 2018. La producció es va traslladar de Brussel·les a Martorell

### Disseny
L'A1 es va presentar per primera vegada sota un model conceptual al Saló de l'Automòbil de Tokio de 2007 com l'Audi A1 Metroproject Quattro. El prototip d'automòbil era un hatchback de tres portes i quatre places. Montava un propulsor híbrid: amb un motor de gasolina turboalimentat de 1,4 litres de cilindrada i 150 CV de potència màxima amb un motor elèctric de 40 CV (29,8 kW) de potència màxima de 200,7 N·m de par motor.

## Audi A1 (Primera Generació)
L'Audi A1 es presentà al públic al Saló de l'Automòbil de Ginebra de 2010. Està basat a la plataforma que munten els SEAT Ibiza IV i els Volkswagen Polo V.
L'A1 pot muntar dos propulsors de gasolina d'injecció directa, un d'ells en 3 variants i dos dièsel common-rail, dels quals un es pot muntar en dues variants:
- El primer gasolina és un 1,2l TFSI de 86 CV, marca un moderat consum de 5,1 L/100 km i assoleix una velocitat punta de 179 km/h; accelera de 0 a 100 km/h en 12,1 segons.

- El segon motor de gasolina és un 1,4l TFSI de 122 CV, marca un consum de 5,3 L/100km-h i assoleix una velocitat punta de 200 km/h; accelera de 0 a 100 km/h en uns 9 segons. La segona versió d'aquest motor, en aquest cas, disposa de desconnexió selectiva de dos cilindres, rendeix a 140 CV amb un consum mig de 4,7 L/100Km i accelera de 0 a 100Km/h en 7,9 segons. La tercera versió rendeix a 185 CV, consumeix 5,9 L/100Km i accelera de 0 a 100 km/h en 6,9 segons.

- La primera variant del motor dièsel 1,6l TDI common-rail de 90 CV marca un consum de tan sols 3,8 L/100km accelerant de 0 a 100km/h en 10,6 segons, calcant les prestacions del 1,6l TDI 105 CV, del qual només difereix en la configuració de la centraleta. La segona variant del motor dièsel disposa d'una potència de 105 CV i marca un consum de 3,9 L/100km.

- El segon motor dièsel és un 2,0l TDI de 143 CV, amb un consum combinat de 4,1L/100Km i una acceleració 0/100 km de 8,2 segons.

De sèrie en totes les versiones porta ajudes, com el sistema Stop&Start, que ajuden a assolir uns consums reduïts. El pes del cotxe és de només 1045 kg, una xifra poc habitual en els temps actuals i que també facilita assolir aquests consums reduïts.
Certs motors dièsel de l'Audi A1 formen parte de l'escàndal de les emissions de Volkswagen: les seves emisisons de NOx (òxids de nitrogen) són superiors a les oficialment documentades i poden implicar despeses superiors en impostos del medi ambient en determinats països.
El disseny de l'A1 està basat en les tendències sobradament conegudes d'Audi está basado en las tendencias ya de sobra conocidas de Audi (fogar singleframe, esportivitat i disseny generalment conservador), encara que conserva trets d'identitat que recorden a l'A8.
Els preus per a l'Audi A1 a la seva versió Adrenalín parteixen dels 14.900 euros (en el cas del 1.2 TFSI) i 16.500 (en el 1.6 TDI, incloent l'acabat exterior S-Line).

### Redisseny
El 2015 es va redissenyar la sèrie, realitzant canvis principalment en els grups òptics i els para-xocs davanters i posteriors. A més, s'afegiren més elements LED per a la il·luminació. Per altra banda, totes les motoritzacions compleixen la normativa d'emissions Euro-6. Per primera vegada s'utilitzen a l'Audi A1 tant el 1.0 TFSI com el 1.4 TDI de tres cilindres ultra. Se substitueix el 1.4 TFSI (136 kW) doblement cargat pel 1.8 TFSI (141 kW). De manera addicional únicament s'incorporà una direcció assistida electromecànica.
- Audi A1 sport 1.8 TFSI (2015–2018)
- Vista posterior
- Tauler
- Audi A1 Sportback (2015–2018)

### Altres versions
Ja estan disponibles una versió de 5 portes i 5 places per a l'A1, que porta el nom de Audi A1 Sportback, igual que ocorre amb l'A3 i l'A3 Sportback. El disseny de la versió 5 portes de l'Audi A1 és pràcticament igual en la seva versió de 3 portes, ampliant lleugerament l'amplada del vehicle, reduint la mida de les portes davanteres per permetre posar portes posteriors i amb la modificació de petits detalls, com el disseny de les llantes.
L'Audi A1 tindrà la versió potent amb 1.4L TFSI 180 CV; el mateix motor del qual disposen els seus cosins Fabia RS, Polo GTI i Ibiza Cupra. El desembre del 2011 es va presentar l'A1 Quattro, la versió més radical, amb 256 CV i tracció total, extrets d'un motor 2.0 TFSI de 4 cilindres amb injecció directa i turbo, amb una producció limitada a només 333 unitats.

#### Audi A1 e-tron
En el Saló de Ginebra de 2010 s'ha presentat la primera versió de l'Audi A1: l'Audi A1 e-tron. Aquest model agafa el seu nom del concepte e-tron, malgrat no compartir res més enllà del nom perquè l'Audi A1 és un vehicle híbrid endollable compost per un motor elèctric que li dona una potència màxima combinada de 102 CV, amb una velocitat màxima de 130 km/h i una acceleració 0-100 km/h en 10,2 segons.
L'esquema de motors de l'Audi A1 e-tron té un plantejament molt semblant a cotxes com l'Opel Ampera: té un motor elèctric de bateries de ions de liti amb una potència de 61 CV i un motor gasolina Wankel, que actua com a generador d'electricitat quan el motor elèctric té la seva autonomia esgotada. Actualment ja hi ha 80 prototips circulant per carreteres alemanyes.
- Vista posterior (des del 2010)
- A1 Sportback (des del 2012)

### Especificacions
| Motors de gasolina             | Motors de gasolina                           | Motors de gasolina                              | Motors de gasolina                          | Motors de gasolina                              | Motors de gasolina                                       | Motors de gasolina                              | Motors de gasolina                              | Motors de gasolina                              | Motors de gasolina                           | Motors de gasolina                           | Motors de gasolina                           |
|                                | 1.0 TFSI                                     | 1.0 TFSI                                        | 1.2 TFSI                                    | 1.4 TFSI                                        | 1.4 TFSI                                                 | 1.4 TFSI                                        | 1.4 TFSI                                        | 1.4 TFSI                                        | 1.8 TFSI                                     | 2.0 TFSI (S1)                                | 2.0 TFSI (A1 Quattro)                        |
| ------------------------------ | -------------------------------------------- | ----------------------------------------------- | ------------------------------------------- | ----------------------------------------------- | -------------------------------------------------------- | ----------------------------------------------- | ----------------------------------------------- | ----------------------------------------------- | -------------------------------------------- | -------------------------------------------- | -------------------------------------------- |
| Període                        | 2016-present                                 | 2015-present                                    | 2010-2014                                   | 2010-2014                                       | 2010-2014                                                | 2014-present                                    | 2013-2014                                       | 2014-present                                    | 2014-present                                 | 2014-present                                 | 2012                                         |
| Sèrie de motor                 | VW EA211                                     | VW EA211                                        | VW EA111                                    | VW EA111                                        | VW EA111                                                 | VW EA211                                        | VW EA211                                        | VW EA211                                        | VW EA888                                     | VW EA888                                     | VW EA113                                     |
| Identificació del motor        | CHZE                                         | CHZB                                            | CBZA                                        | CAXA, CNVA                                      | CAVG, CTHG                                               | CZCA                                            | CPTA                                            | CZEA                                            | DAJB                                         | CWZA                                         | CDLH                                         |
| Tipus de motor                 | L3 12v, injecció directa, turbo, intercooler | L3 12v, injecció directa, turbo, intercooler    | L4 8v, injecció directa, turbo, intercooler | L4 16v, injecció directa, turbo, intercooler    | L4 16v, injecció directa, turbo, compressor, intercooler | L4 16v, injecció directa, turbo, intercooler    | L4 16v, injecció directa, turbo, intercooler    | L4 16v, injecció directa, turbo, intercooler    | L4 16v, injecció directa, turbo, intercooler | L4 16v, injecció directa, turbo, intercooler | L4 16v, injecció directa, turbo, intercooler |
| Diàmetre x carrera             | 74.5 mm × 76.4 mm                            | 74.5 mm × 76.4 mm                               | 71.0 mm × 75.6 mm                           | 76.5 mm × 75.6 mm                               | 76.5 mm × 75.6 mm                                        | 74.5 mm × 80.0 mm                               | 74.5 mm × 80.0 mm                               | 74.5 mm × 80.0 mm                               | 82.5 mm × 84.1 mm                            | 82.5 mm × 92.8 mm                            | 82.5 mm × 92.8 mm                            |
| Cilindrada                     | 999 cm³                                      | 999 cm³                                         | 1197 cm³                                    | 1390 cm³                                        | 1390 cm³                                                 | 1395 cm³                                        | 1395 cm³                                        | 1395 cm³                                        | 1798 cm³                                     | 1984 cm³                                     | 1984 cm³                                     |
| Relació de compressió          | 10.5: 1                                      | 10.5: 1                                         | 10.0: 1                                     | 10.0: 1                                         | 10.0: 1                                                  | 10.5: 1                                         | 10.5: 1                                         | 10.5: 1                                         | 9.6: 1                                       | 9.3: 1                                       | 9.3: 1                                       |
| Potència màxima: CV (kW) @ rpm | 82 CV (60 kW) @ 3500-5500                    | 95 CV (70 kW) @ 5000-5500                       | 86 CV (63 kW) @ 4800                        | 122 CV (90 kW) @ 5000                           | 185 CV (136 kW) @ 6200                                   | 125 CV (92 kW) @ 5000                           | 140 CV (103 kW) @ 5000                          | 150 CV (110 kW) @ 5000                          | 192 CV (141 kW) @ 5400                       | 231 CV (170 kW) @ 6000                       | 256 CV (188 kW) @ 6000                       |
| Par màxim: Nm @ rpm            | 160 Nm @ 1500-3500                           | 160 Nm @ 1500-3500                              | 160 Nm @ 1500-3500                          | 200 Nm @ 1500-4000                              | 250 Nm @ 2000-4500                                       | 200 Nm @ 1400-4000                              | 250 Nm @ 1500-3500                              | 250 Nm @ 1500-3500                              | 250 Nm @ 1250-5300                           | 370 Nm @ 1600-3000                           | 350 Nm @ 2500-4500                           |
| Tracció                        | Delantera                                    | Delantera                                       | Delantera                                   | Delantera                                       | Delantera                                                | Delantera                                       | Delantera                                       | Delantera                                       | Delantera                                    | Total (Quattro)                              | Total (Quattro)                              |
| Transmissió                    | Manual, 5 velocitats                         | Manual, 5 velocitats / Automàtica, 7 velocitats | Manual, 5 velocitats                        | Manual, 6 velocitats / Automàtica, 7 velocitats | Automàtica, 7 velocitats                                 | Manual, 6 velocitats / Automàtica, 7 velocitats | Manual, 6 velocitats / Automàtica, 7 velocitats | Manual, 6 velocitats / Automàtica, 7 velocitats | Automàtica, 7 velocitats                     | Automàtica, 6 velocitats                     | Automàtica, 6 velocitats                     |
| Pes                            | 1110-1135 Kg                                 | 1110-1165 Kg                                    | 1115-1140 Kg                                | 1175-1225 Kg                                    | 1265-1290 Kg                                             | 1155-1215 Kg                                    | 1185-1220 Kg                                    | 1190-1230 Kg                                    | 1255-1280 Kg                                 | 1390-1415 Kg                                 | 1465 Kg                                      |
| Acceleració 0–100 km/h         | 12.4-12.6 s                                  | 10.9-11.1 s                                     | 11.7-11.9 s                                 | 8.9-9.0 s                                       | 6.9-7.0 s                                                | 8.8-8.9 s                                       | 7.9-8.0 s                                       | 7.8-7.9 s                                       | 6.8-6.9 s                                    | 5.8-5.9 s                                    | 5.7 s                                        |
| Velocitat màxima               | 177 km/h                                     | 186 km/h                                        | 180 km/h                                    | 203 km/h                                        | 227 km/h                                                 | 204 km/h                                        | 212 km/h                                        | 215 km/h                                        | 234 km/h                                     | 250 km/h (Limitada electrònicament)          | 245 km/h                                     |
| Consum combinat (L/100 km)     | 4.2                                          | 4.2-4.4                                         | 5.1                                         | 5.2-5.4                                         | 5.9                                                      | 4.9-5.1                                         | 4.7-4.9                                         | 4.7                                             | 5.6                                          | 7.0-7.3                                      | 8.6                                          |
| Norma anticontaminació         | Euro 6                                       | Euro 6                                          | Euro 5                                      | Euro 5                                          | Euro 5                                                   | Euro 6                                          | Euro 5                                          | Euro 6                                          | Euro 6                                       | Euro 6                                       | Euro 5                                       |

| Període                        | 2014-present                                                                           | 2011-2014                                                                              | 2010-2014                                                                              | 2014-present                                                                           | 2011-2014                                                                              |
| Sèrie de motor                 | VW EA288                                                                               | VW EA189                                                                               | VW EA189                                                                               | VW EA288                                                                               | VW EA189                                                                               |
| Identificació del motor        | CUSB                                                                                   | CAYB                                                                                   | CAYC                                                                                   | CXMA                                                                                   | CFHD                                                                                   |
| Tipus de motor                 | L3 12v, injecció directa, Common-Rail, turbo, intercooler, DPF (filtre antipartícules) | L4 16v, injecció directa, Common-Rail, turbo, intercooler, DPF (filtre antipartícules) | L4 16v, injecció directa, Common-Rail, turbo, intercooler, DPF (filtre antipartícules) | L4 16v, injecció directa, Common-Rail, turbo, intercooler, DPF (filtre antipartícules) | L4 16v, injecció directa, Common-Rail, turbo, intercooler, DPF (filtre antipartícules) |
| Diàmetre x carrera             | 79.5 mm × 95.5 mm                                                                      | 79.5 mm × 80.5 mm                                                                      | 79.5 mm × 80.5 mm                                                                      | 79.5 mm × 80.5 mm                                                                      | 81.0 mm × 95.5 mm                                                                      |
| Cilindrada                     | 1422 cm³                                                                               | 1598 cm³                                                                               | 1598 cm³                                                                               | 1598 cm³                                                                               | 1968 cm³                                                                               |
| Relació de compressió          | 16.1: 1                                                                                | 16.5: 1                                                                                | 16.5: 1                                                                                | 16.2: 1                                                                                | 16.0: 1                                                                                |
| Potència màxima: CV (kW) @ rpm | 90 CV (66 kW) @ 3250                                                                   | 90 CV (66 kW) @ 4200                                                                   | 105 CV (77 kW) @ 4400                                                                  | 116 CV (85 kW) @ 3500-4000                                                             | 143 CV (105 kW) @ 4200                                                                 |
| Par màxim: Nm @ rpm            | 230 Nm @ 1500-2500                                                                     | 230 Nm @ 1500-2500                                                                     | 250 Nm @ 1500-2500                                                                     | 250 Nm @ 1500-3250                                                                     | 320 Nm @ 1750-2500                                                                     |
| Tracció                        | Davantera                                                                              | Davantera                                                                              | Davantera                                                                              | Davantera                                                                              | Davantera                                                                              |
| Transmissió                    | Manual, 5 velocitats / Automàtica, 7 velocitats                                        | Manual, 5 velocitats / Automàtica, 7 velocitats                                        | Manual, 5 velocitats                                                                   | Manual, 5 velocitats / Automàtica, 7 velocitats                                        | Manual, 6 velocitats                                                                   |
| Pes                            | 1165-1220 Kg                                                                           | 1210-1260 Kg                                                                           | 1215-1240 Kg                                                                           | 1225-1275 Kg                                                                           | 1265-1290 Kg                                                                           |
| Acceleració 0–100 km/h         | 11.4-11.6 s                                                                            | 11.4-11.6 s                                                                            | 10.5-10.7 s                                                                            | 9.4-9.5 s                                                                              | 8.2-8.3 s                                                                              |
| Velocitat màxima               | 182 km/h                                                                               | 182 km/h                                                                               | 190 km/h                                                                               | 200 km/h                                                                               | 217 km/h                                                                               |
| Consum combinat (L/100 km)     | 3.4-3.6                                                                                | 3.8-4.2                                                                                | 3.8                                                                                    | 3.5-3.7                                                                                | 4.1                                                                                    |
| Norma anticontaminació         | Euro 6                                                                                 | Euro 5                                                                                 | Euro 5                                                                                 | Euro 6                                                                                 | Euro 5                                                                                 |

## Audi A1 (Segona Generació)
El cotxe es fabrica des del 2018 com el següent model de l'Audi A1 8X. L'A1 de segona generació es va presentar a mitjans de juny del 2018, les prevendes començaren al juliol del 2018, mentre que els primers models es van enviar el novembre del 2018. Aquell mateix any es va realitzar la presentació formal en el Mondial de l'Automobile.
Mentre que la primera generació de l'A1 (8X) es basava en la plataforma PQ25 i, malgrat que inicialment sols s'oferia amb carrosseria de 3 portes, a partir del febrer del 2012 s'ofereix la versió Sportback de cinc portes. En el cas de la segona generació, s'ofereix exclusivament com un Sportback de cinc portes. L'A1 segueix tenint a més l'arquitectura MQB-A0 presentada el 2017 (la segona generació del bloc de construcció transversal modular, continuació de la primera generació del 2012), sobre la qual també es construeix el SEAT Ibiza V i el VW Polo VI, els quals també s'acomiadaren de les seves variants amb 3 portes a partir del canvi de model del 2017.
A diferència del seu predecessor, l'Audi A1 de segona generació no ofereix motors dièsel sinó 4 variants a gasolina: el 25 TFSI de nivell d'entrada (95PS), el 30 TFSI (116PS) amb un motor d'1.0 litre i tres cilindres, el 35 TFSI (150PS) amb un motor 1.5 litres i quatre cilindres i el 40 TFSI (200PS) amb un motor 2.0 litres i quatre cilindres acompanyada d'una transmissió manual de 6 velocitats o una automàtica S tronic de 7 velocitats. La 25 TFSI (95PS) està equipada amb una manual de 5 velocitats.